# هيديو أوكاموتو
هيديو أوكاموتو (باليابانية: 岡本 秀雄) (26 ديسمبر 1983 في كيوتو في اليابان – )؛ هو لاعب كرة قدم سابق كان يلعب كلاعب وسط.